# Odeur
Odeur (Nederlands: Elderen) is een dorp in de Belgische provincie Luik en een deelgemeente van de gemeente Crisnée. Het was een zelfstandige gemeente tot het bij de fusie van 1965 toegevoegd werd aan de gemeente Crisnée.
Odeur ligt aan de taalgrens in het noordoosten van de gemeente Crisnée. De dorpskom ligt ten noorden van de weg van Sint-Truiden naar Luik die over het grondgebied van de deelgemeente loopt, en ten oosten van de weg van Tongeren naar Amay. Odeur is een landbouwdorp in Droog-Haspengouw dat zich stilaan ontwikkelt tot een woondorp.
Het dorp heette oorspronkelijk Elder of Aldor. In het Frans werd dat Odeur; in het Nederlands Elderen, een naam die terug te vinden is in de nabijgelegen Limburgse dorpjes 's Herenelderen en Genoelselderen. Om dit Elderen (Odeur) te onderscheiden van deze twee andere, werd het ook wel Dietselderen of Odoir-le-Tiexhe genoemd.

## Bezienswaardigheden
- De Sint-Severinuskerk (Église Saint-Séverin) is een neogotisch kerkgebouw van 1865-1869.
- De toren van de vroegere kerk is gebouwd in silex en werd in 1719 verhoogd in baksteen. Hij werd in 1952 beschermd als monument.
- Het Kasteel van Odeur (Château d'Odeur) is een bouwwerk van 1719 en eind 18e eeuw met een 16e-eeuwse kern. De toren van de oude kerk is opgenomen in het kasteel.

## Natuur en landschap
Odeur ligt ten oosten van een Romeinse steenweg. De hoogte aan de kerk bedraagt 136 meter.

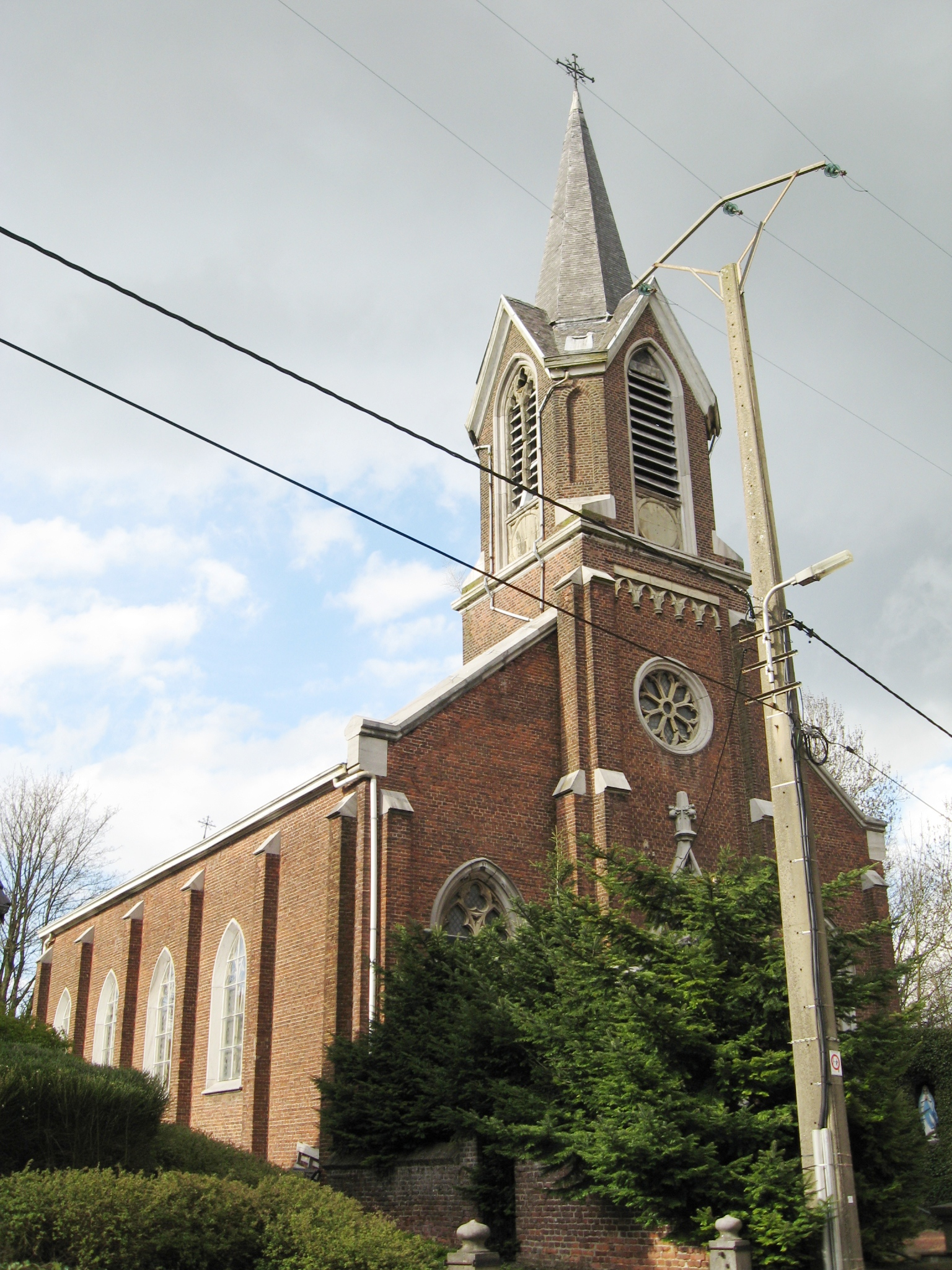
De Sint-Severinuskerk
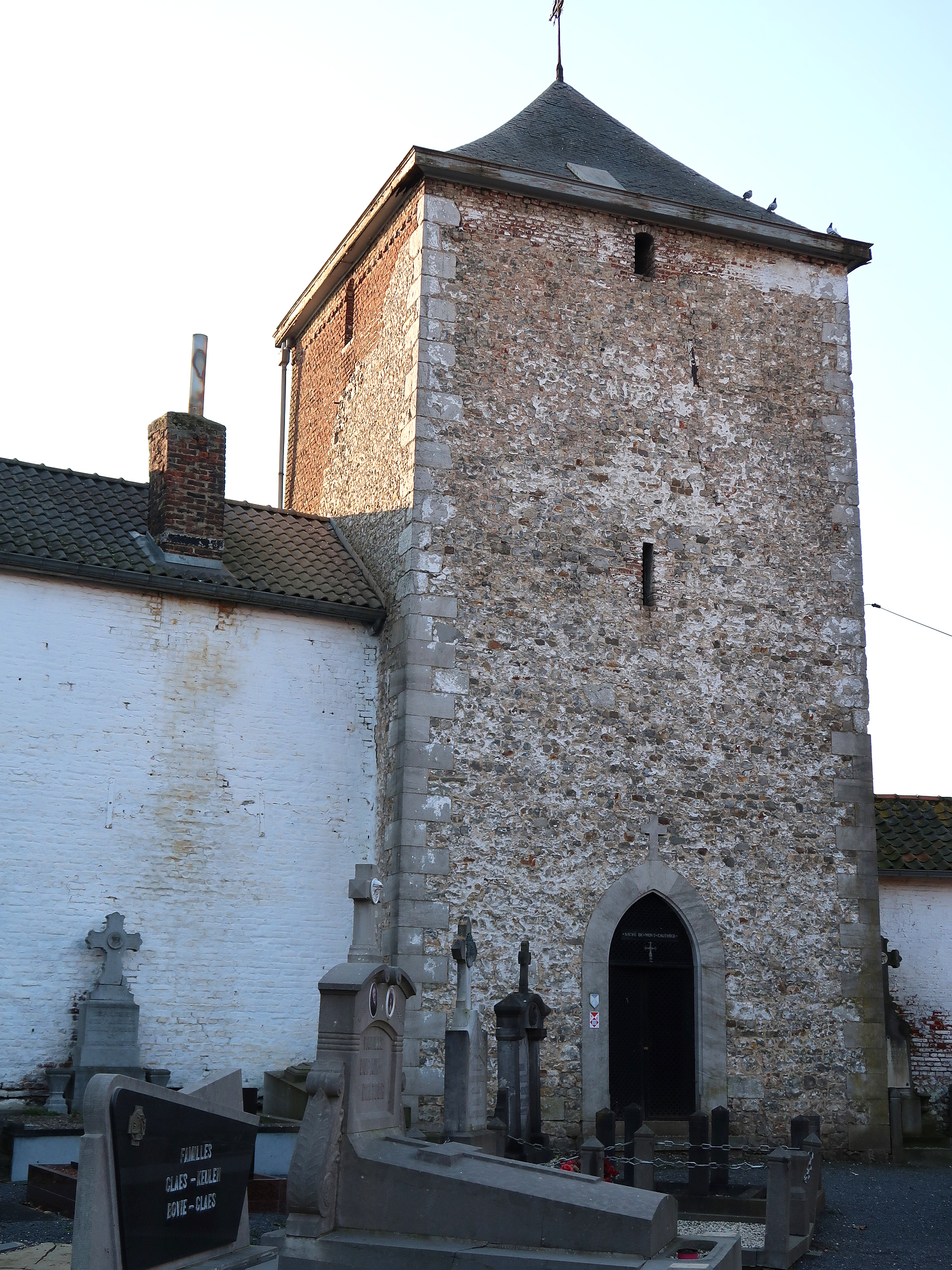
Toren van de oude kerk
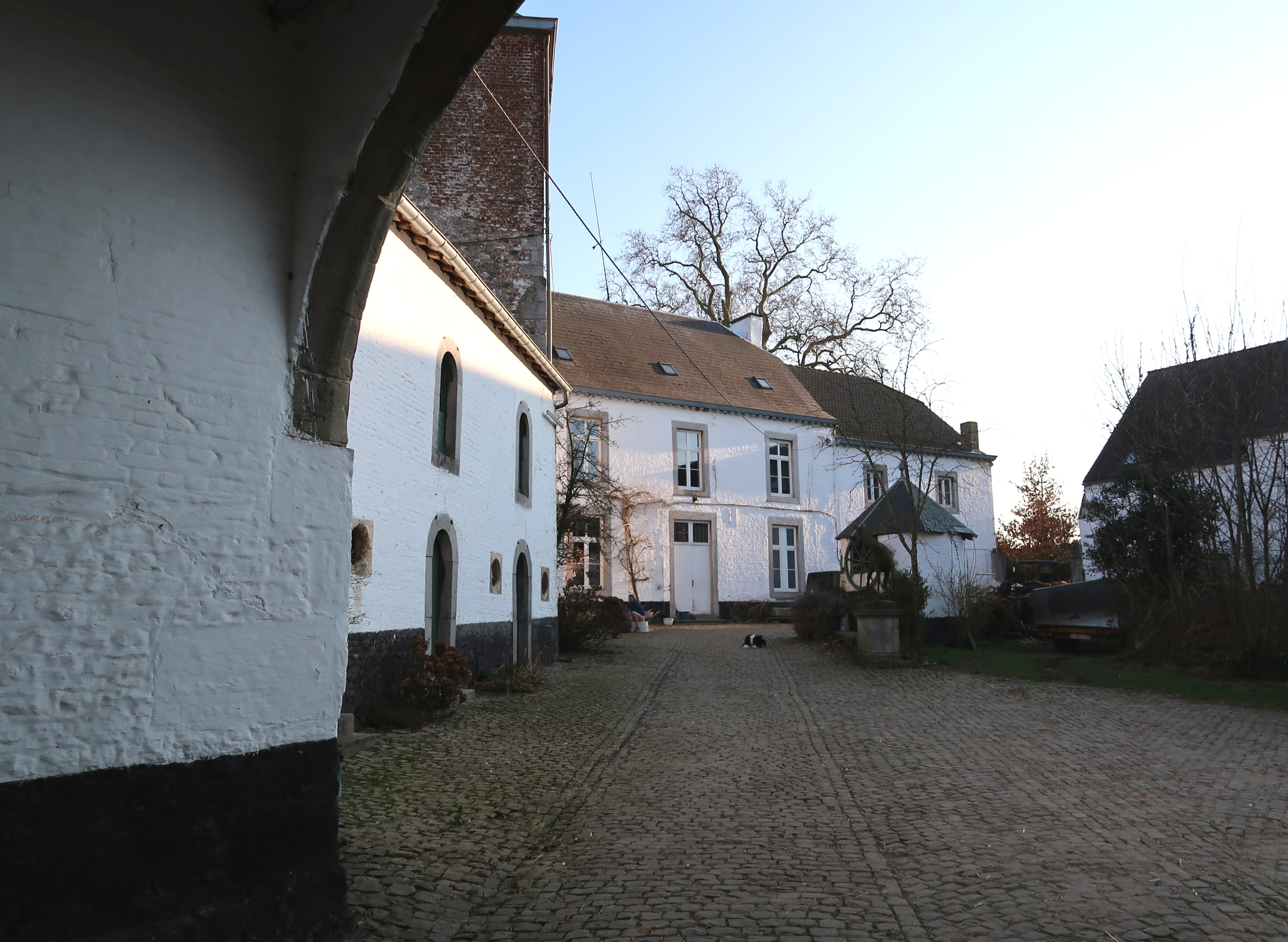
Kasteel van Odeur

## Demografische ontwikkeling
- Bronnen:NIS, Opm:1831 tot en met 1961=volkstellingen

## Nabijgelegen kernen
Herstappe, Crisnée, Kemexhe, Villers-l'Évêque